# Notte (Michelangelo)

Veduta frontale

La Notte è una scultura in marmo (155x150 cm, lunghezza massima in obliquo 194 cm) di Michelangelo Buonarroti, databile al 1526-1531 e facente parte della decorazione della Sagrestia Nuova in San Lorenzo a Firenze. In particolare è una delle quattro allegorie delle Parti della Giornata, e si trova a sinistra sul sarcofago della tomba di Giuliano de' Medici duca di Nemours.

## Storia
La Notte fu tra le prime sculture ad essere conclusa e godette di una straordinaria fama grazie anche a una nota quartina di elogio di Giovanni di Carlo Strozzi, in cui la statua veniva invitata a svegliarsi per farsi vedere animata:
La Notte che tu vedi in sì dolci atti
dormire, fu da un Angelo scolpita
in questo sasso e, perché dorme, ha vita:
destala, se nol credi, e parleratti.
Michelangelo rispose nel 1545-1546 con alcuni versi, intitolati "Risposta del Buonarroto", fatti “pronunciare” alla statua stessa, in cui indicava come il sonno, alla luce dei disordini che imperversavano a Firenze durante il governo di Cosimo I de' Medici, fosse il motivo della serenità della Notte rispetto all'inquietudine delle altre statue:
Caro m'è 'l sonno, e più l'esser di sasso,
mentre che 'l danno e la vergogna dura;
non veder, non sentir m'è gran ventura;
però non mi destar, deh, parla basso.
Fonti antiche (Doni) riportano come il maestro dovette rifare il braccio sinistro della statua due volte, a causa di un danneggiamento.

## Descrizione e stile
La Notte è rappresentata come una personificazione femminile, semidistesa e nuda, come le altre statue della serie. Essa ebbe come modello, forse, le rappresentazioni antiche della Leda o di Arianna dormiente: in effetti la posizione sdraiata, con la gamba sinistra piegata, la testa reclinata, ricordano da vicino la Leda e il cigno di un perduto cartone michelangiolesco del 1530 circa.
Il braccio sinistro sta piegato dietro la schiena e quello destro regge la testa appoggiandosi alla coscia sinistra. Ciò provoca una torsione che ruota il busto, dalla finitura polita e rilucente (quasi fosse irrorato dalla luce lunare), in favore dello spettatore. I capelli sono lunghi, raccolti in trecce e in testa indossa un diadema col crescente e una stella.
Tra le varie letture iconologiche proposte, si è vista la statua come emblema dell'Aria o dell'Acqua, del temperamento melanconico della teoria umorale, della fecondità della notte. Gli attributi sono sparsi attorno alla figura e non come di consueto impugnati. Essi sono la civetta (animale notturno), un mazzo di fiori che forse rappresentano papaveri (sia simbolo di fertilità che di sonnolenza in quanto oppiaceo), e la maschera, che può significare i sogni notturni o la morte, intesa come sonno del corpo in attesa della resurrezione.

## Influenze letterarie
La statua con la sua singolare posa è considerata da Charles Baudelaire, che la cita nel sonetto L'ideale de I fiori del male come uno dei possibili simboli di quel concetto: 
(Charles Baudelaire, Les Fleurs du Mal, sonetto XVIII: L'idéal)

## Galleria d'immagini

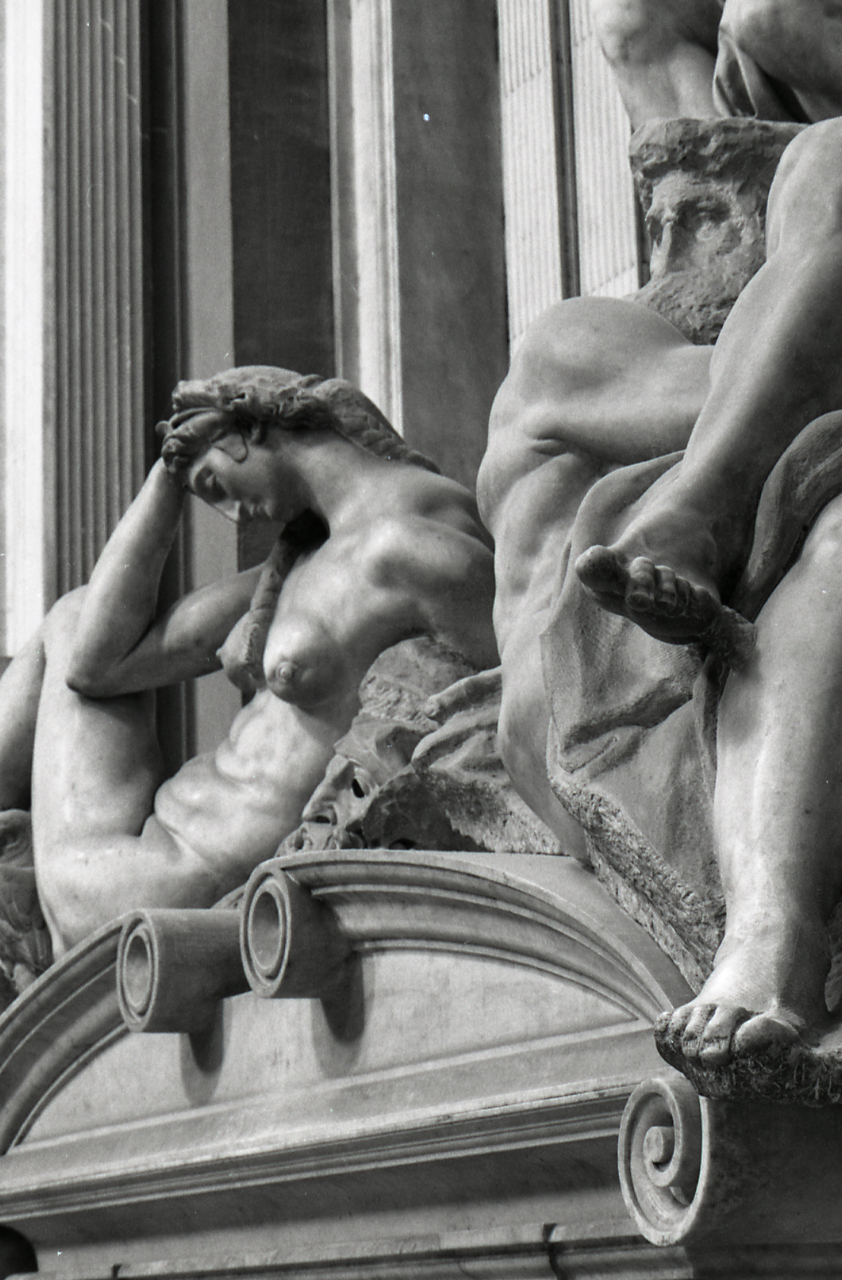
Dettaglio. Foto di Paolo Monti, 1975
Veduta di scorcio
La civetta, dettaglio
La maschera
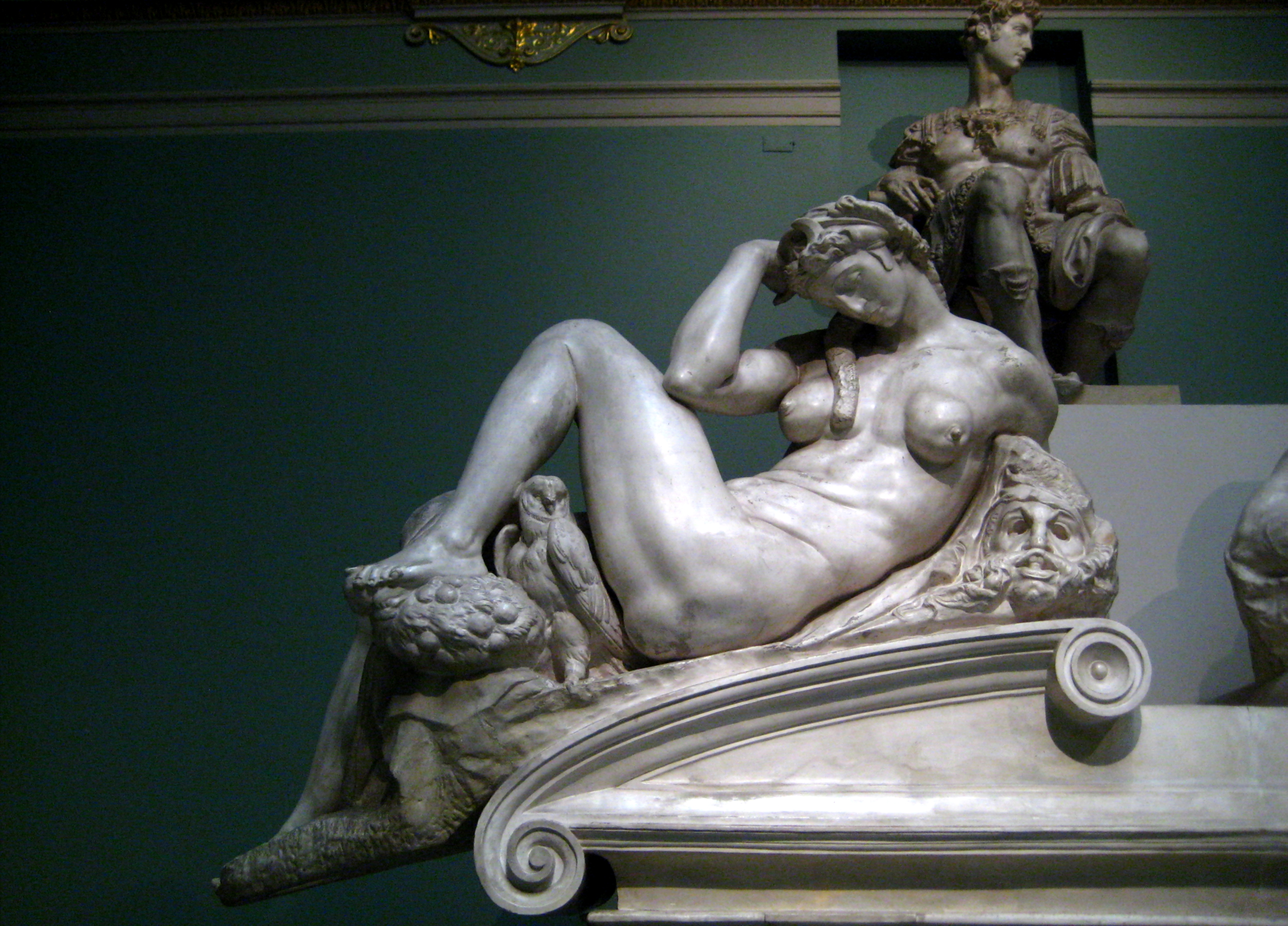
Calco, nel Museo Puškin